# One Piece - Per tutto l'oro del mondo
One Piece - Per tutto l'oro del mondo (ONE PIECE?) è un film del 2000 diretto da Junji Shimizu. È il primo mediometraggio anime basato sulla serie manga shōnen One Piece di Eiichirō Oda. Fu distribuito in Giappone dalla Toei Company il 4 marzo 2000 come parte della Toei Anime Fair, insieme a Digimon Adventure: Bokura no War Game!.

## Trama
Nel Mare Orientale, il pirata El Dorago e la sua ciurma sono alla ricerca del tesoro lasciato dal mitico "Grande Pirata dell'Oro" Woonan, che si dice essere una montagna d'oro; El Dorago alla fine trova una mappa per il tesoro di Woonan uccidendo l'ex ciurma del pirata. Durante la ricerca, tre uomini di El Dorago derubano la ciurma di Cappello di Paglia, che ha finito il cibo ed è vicina alla fame. Monkey D. Rufy li attacca danneggiando accidentalmente la loro piccola barca.
El Dorago si vendica usando i suoi poteri del Frutto del diavolo Goe Goe, inviando una potente onda d'urto che distrugge completamente la piccola barca e respinge la Going Merry. Roronoa Zoro si tuffa in mare per salvare Rufy, separandoli dal resto della ciurma, e trova Tobio, un ragazzino costretto a lavorare per El Dorago. Sentendo odore di cibo, Rufy, Zoro e Tobio usano i resti della barca per recarsi in un negozio di oden galleggiante gestito dal nonno di Tobio, Ganzo. Non avendo soldi, Rufy e Zoro cercano di fuggire dopo aver mangiato a volontà e vengono incatenati insieme con un'àncora da Ganzo.
El Dorago e la sua ciurma atterrano sull'isola di Woonan, dove incontrano Usop. Quest'ultimo convince El Dorago a non ucciderlo sostenendo di essere un cacciatore di tesori professionista e amico intimo di Woonan, e inizia a guidarlo in giro senza meta.
Nel frattempo, Rufy e Zoro, ancora incatenati insieme, inseguono il cappello di Rufy sull'isola quando esso viene fatto volare via dal vento; Tobio li segue e il gruppo si perde. Nami trova la ciurma di El Dorago, e Usop mente sulla posizione dell'oro dicendo loro di scavare in un luogo casuale per tre giorni. Tuttavia, El Dorago decide di usare i suoi poteri, e Rufy, Zoro e Tobio seguono il suono. Tobio tenta di attaccare El Dorago, la cui rappresaglia è bloccata da Zoro.
Il combattimento di Zoro ed El Dorago viene interrotto quando la gamba di Rufy lancia accidentalmente tutti e tre da un'altra parte dell'isola; Usop e Nami usano questa distrazione per fuggire e si riorganizzano con Rufy e Zoro. Risolvendo un indovinello sulla mappa di Woonan, la ciurma e Tobio si dirigono verso il luogo in cui è sepolto il tesoro, incontrando Ganzo lungo il cammino. Ganzo rivela che lui e Woonan erano amici d'infanzia, e che da bambini avevano litigato in quanto non erano d'accordo sui loro sogni. Durante questa lite, i due erano caduti da una scogliera e su un ramo che si stava spezzando, e Ganzo si era lasciato cadere per salvare Woonan. All'insaputa dell'amico, Ganzo era svenuto ed era stato salvato da una barca di passaggio, ma al suo risveglio Woonan era già partito per mare.
Il gruppo trova la vecchia casa dove è nascosto il tesoro, ma El Dorago li raggiunge e combatte contro Rufy, venendo sconfitto. In una stanza segreta il gruppo trova lo scheletro di Woonan e un messaggio lasciato a Ganzo. Prima di morire, Woonan si era reso conto che il suo tesoro non poteva renderlo felice, e aveva deciso di donarlo a tutte le persone che ne avevano bisogno. Egli aveva compreso che il grande tesoro che aveva ottenuto, era essere un pirata e vivere mille avventure per mare, affrontando pericoli di ogni genere, conoscere gente nuova e visitare luoghi mai visti prima, dichiarando di essere stato davvero felice e soddisfatto della propria vita, e di non avere mai dimenticato Ganzo anche se si erano persi di vista. La sola cosa rimasta in quella stanza, il suo scheletro e la bandiera ratoppata che aveva mostrato a Ganzo prima della loro lite. Ganzo decide di costruire una tomba per Woonan e continuare a gestire il suo negozio di oden, mentre Nami riesce a rubare il tesoro di El Dorago. Ganzo si rifiuta di accettare i soldi per l'oden, in modo che la ciurma rimanga in debito e sia obbligata a tornare.

## Personaggi esclusivi del film
- Tobio (鳶尾?) è un bambino, nipote di Ganzo. Sogna di trovare Woonan che crede essere ancora vivo. All'inizio del film viene catturato da El Dorago e costretto a lavorare per lui, ma, poi, riesce a scappare e si unisce a Rufy. Resta molto sorpreso quando scopre che suo nonno, in gioventù, era amico di Woonan e gli aveva salvato la vita permettendogli di diventare una leggenda mentre, prima, lo considerava un fallito in quanto passava la sua vita cuocendo l'oden. Nonostante inizialmente resti male alla notizia della morte di Woonan, alla fine l'accetta continuando a prenderlo come esempio.
- Ganzo (贋造?, Ganzō) è un cuoco di oden, ha dei baffi neri ed è il nonno di Tobio. In gioventù era amico di Woonan e gli aveva salvato la vita; tuttavia, si dimostra molto stupito che questi, prima di morire, avesse lasciato un pensiero per lui dicendo che era più importante di tutti i tesori che aveva accumulato.
- El Dorago (エルドラゴ?, Eru Dorago), l'antagonista principale del film, è un perfido pirata del Mare Orientale. È a capo dei pirati di Dorago (エルドラゴ海賊?, Dorago kaizoku-dan) e si dimostra molto avido di oro. Ha mangiato il Frutto del diavolo Goe Goe (ゴエゴエの実?, Goe Goe no Mi) che gli permette di creare, mediante la sua voce, potenti onde distruttive. È un uomo imponente con la pelle scura e i capelli color rosso acceso. Ha strani denti sporgenti a punta e indossa spesso oggetti d'oro, tra cui le enormi spalliere. Si è anche fatto ricoprire le unghie d'oro rendendole resistenti e taglienti, tanto che in battaglia le usa come artigli. Si reca con la sua ciurma sull'isola dove si troverebbe il tesoro di Woonan per impossessarsene; viene battuto da Rufy che, dopo un combattimento abbastanza impegnativo, lo sconfigge definitivamente con il Gom Gom Bazooka facendolo volare via lontanissimo.
- Goras (ゴラス?, Gorasu) è uno spadaccino al servizio di El Dorago. Più che un componente della sua ciurma sembra un mercenario al suo soldo, tanto che El Dorago gli promette sempre pagamenti in cambio delle sue prestazioni. Il suo aspetto ricorda quello di un indiano. È un spadaccino un po' scarso, ma riesce a sfruttare la sua forza e la sua lunga ed enorme spada per sferrare colpi devastanti. Nonostante la sua potenza, viene sconfitto facilmente da Zoro quando quest'ultimo usa tutte e tre le spade, ma il pirata decide di risparmiargli la vita per dargli l'occasione di pentirsi di avere venduto la sua abilità per denaro. Sulla sua testa pende una taglia di 8 milioni di berry.[1]

## Colonna sonora
Il film utilizza gli stessi brani musicali dell'anime di allora: la sigla di apertura è We Are! di Hiroshi Kitadani, mentre la sigla finale è MEMORIES di Maki Otsuki.
La colonna sonora originale del film è stata composta da Kōhei Tanaka ed è stata pubblicata come parte dell'album One Piece Music & Song Collection (ワンピース 歌と音楽集 / アニメ) (サウンドトラック?) il 18 marzo 2000. Questo album includeva anche la colonna sonora originale dell'anime One Piece e le canzoni immagine cantate dai pirati di Cappello di Paglia, con le tracce da 1 a 16 che rappresentano la colonna sonora di One Piece - Per tutto l'oro del mondo. Questo album è stato successivamente ripubblicato come parte della compilation One Piece Eizo Ongaku Kanzenban (ワンピース 映像音楽完全盤 / アニメサントラ? lett. "One Piece Visual Music Complete Edition / Colonna sonora di animazione") il 31 gennaio 2007, con le tracce riordinate.
Tracce di One Piece Music & Song Collection
1. Kogane no dai kaizoku ūnan (黄金の大海賊ウーナン? lett. "Il grande pirata d'oro Woonan") – 1:42
2. Hiroshi Kitadani – We Are! (ウィーアー!?) – 1:52
3. Hara peko rufi (はらぺこルフィ? lett. "Rufy affamato") – 3:11
4. Erudorago tōjō (エルドラゴ登場? lett. "Appare El Drago") – 1:43
5. Sekaiichi no oden yada (世界一のおでん矢だ? lett. "È la migliore freccia Oden del mondo") – 2:49
6. Jōriku! Kogane no shima (上陸! 黄金の島? lett. "Atterraggio! Isola d'Oro") – 1:36
7. Usoppu, yabai zo! (ウソップ、やばいぞ!? lett. "Usop, è pericoloso!") – 3:09
8. Sakuretsu! Chōonpa!! (炸裂! 超音波!!? lett. "Esplosione! Ultrasuoni!!") – 1:50
9. Ūnan to Iwazō (ウーナンと岩蔵?, lett. "Woonan e Iwazo") – 2:04
10. Kogane to oden (黄金とおでん? lett. "Oro e Oden") – 2:30
11. Ikari!! (怒り!!? lett. "Rabbia!!") – 3:22
12. Gomu gomu VS goegoe (ゴムゴム VS ゴエゴエ? lett. "Gomu gomu VS goegoe") – 3:03
13. Gomu gomu no bazūka!! (ゴムゴムのバズーカ!!? lett. "Bazooka gomma-gomma!!") – 4:01
14. Ūnan kara no messēji (ウーナンからのメッセージ? lett. "Messaggio da Woonan") – 2:59
15. Kaizoku-ō e no funade (海賊王への船出? lett. "Navigazione verso il re dei pirati") – 1:39
16. Maki Otsuki – MEMORIES – 4:27
17. Kaizoku-ō ni naru nda! (海賊王になるんだ!? lett. "Diventa il re dei pirati!") – 2:10
18. Mayumi Tanaka come Rufy – WANTED! – 4:16
19. Tanomoshī nakama! (たのもしい仲間!? lett. "Compagno affidabile!") – 3:22
20. Akemi Okamura come Nami – MUSIC – 4:08
21. Idainaru kairo e! (偉大なる海路へ!? lett. "Alla Grand Line!") – 3:44
22. Kettō!! (決闘!!? lett. "Duello!!") – 3:29
23. Mugiwara no jorīrojā (麦わらのジョリーロジャー? lett. "Il Jolly Roger di Cappello di Paglia") – 3:07
24. Yatta ze! Pātida!! (やったぜ! パーティだ!!?, lett. "Evviva! Facciamo festa!!") – 2:37
25. Madamada, bōken wa tsudzuku! (まだまだ、冒険はつづく!? lett. "E con ancora molto altro in arrivo, l'avventura continua!") – 0:33

Durata totale: 69:23

## Promozione
Delle carte promozionali Cardass di One Piece e di Digimon e una bandana di One Piece erano state incluse nelle prenotazioni della Toei Anime Fair del 2000.

## Distribuzione

### Edizione italiana
L'edizione italiana del film fu trasmessa a Natale del 2004 su Italia Teen Television. Il doppiaggio venne eseguito dalla Merak Film e diretto da Sergio Romanò su dialoghi di Achille Brambilla e dello stesso Romanò. In essi, caratterizzati da alcune edulcorazioni, l'oden viene chiamato spezzatino.

### Edizioni home video
In Giappone il film è uscito in DVD il 21 gennaio 2001 e in Blu-ray Disc il 21 novembre 2009, mentre il 6 agosto 2010 fu pubblicata una riedizione limitata in DVD. Un'edizione DVD e Blu-ray a prezzo più basso è stata resa disponibile dal 30 novembre 2012 a febbraio 2013, in concomitanza con l'uscita di One Piece Film: Z.
In Italia il film è uscito in DVD e Blu-ray il 15 dicembre 2017 nel cofanetto One Piece Film Collection, distribuito da Koch Media.
In Francia e in Germania il film è stato dalla Kazé. Il film è stato distribuito in DVD e Blu-ray in Francia il 24 agosto 2011, con audio giapponese e francese e sottotitoli in francese e olandese; un cofanetto dei primi tre film di One Piece è stato pubblicato il 16 ottobre 2013 in DVD e Blu-ray. In Germania, il film è uscito in DVD il 25 febbraio 2011, con audio giapponese e tedesco e sottotitoli in tedesco. L'uscita tedesca includeva anche un poster. Selecta Visión ha distribuito il film in Spagna in DVD e Blu-ray il 22 febbraio 2017, con audio giapponese e spagnolo e sottotitoli in spagnolo.

## Accoglienza

### Incassi
La Toei Anime Fair primaverile del 2000 debuttò al secondo posto del botteghino giapponese. Nella sua seconda settimana, il doppio spettacolo scese al terzo posto, prima di salire al primo nella terza e quarta settimana. In totale, i film incassarono 2.160.000.000 di yen.